# Руфер, Уинтон
Уи́нтон А́лан Ваи Ру́фер (англ. Wynton Alan Whai Rufer; род. 29 декабря 1962, Веллингтон) — новозеландский футболист и тренер. Выступал за сборную Новой Зеландии и большое число клубов из разных стран. Считается многими лучшим футболистом Новой Зеландии и Океании всех времён; признан лучшим футболистом Океании XX века по версии МФФИИС. Внесён в Новозеландский спортивный зал славы в 2006 году.

## Достижения

### Командные
«Веллингтон Дайамонд Юнайтед»
- Чемпион Новой Зеландии (победитель New Zealand National Soccer League): 1981

«Арау»
- 3-е место в чемпионате Швейцарии: 1987/88

«Грассхоппер»
- 2-е место в чемпионате Швейцарии: 1988/89
- Обладатель Кубка Швейцарии: 1988/89

«Вердер»
- Чемпион Германии: 1992/93
- 2-е место в чемпионате Германии: 1994/95
- 3-е место в чемпионате Германии: 1990/91
- Обладатель Кубка Германии: 1990/91, 1993/94
- Обладатель Суперкубка Германии: 1994
- Обладатель Кубка кубков: 1991/92

«Кайзерслаутерн»
- Победитель Второй Бундеслиги: 1996/97

### Личные
- Лучший молодой футболист Новой Зеландии: 1981, 1982[2]
- Футболист года в Океании: 1989, 1990, 1992
- Лучший бомбардир Лиги чемпионов: 1993/94
- Лучший футболист Океании XX века по версии МФФИИС

## Государственные награды
Награждён в 2008 году новозеландским орденом «За заслуги» (New Zealand Order of Merit), звание «компаньон» (CNZM, третья из пяти степеней ордена), за заслуги перед футболом.

## Семья
Родители — Артур Руфер и Анне Иви-Нгати Пороу Кэмпбелл. Старший брат Шейн — также футболист и тренер, играл за новозеландскую сборную. Сын Шейна и племянник Уинтона Алекс Руфер также стал игроком национальной сборной. Жена Лайза, сыновья Калеб и Джошуа, оба сына также футболисты.